# Liebe in jeder Beziehung
Liebe in jeder Beziehung (Originaltitel: The Object of My Affection) ist eine US-amerikanische Filmkomödie aus dem Jahr 1998. Die Regie führte Nicholas Hytner, das Drehbuch schrieb Wendy Wasserstein anhand eines Romans von Stephen McCauley. Die Hauptrollen spielten Paul Rudd und Jennifer Aniston.

## Handlung
Der Lehrer George Hanson macht Schluss mit seinem Freund und zieht in die Brooklyner Wohnung der Sozialarbeiterin Nina Borowski als Untermieter ein. Borowski und Hanson unternehmen gemeinsam viel in der Freizeit, sie besuchen eine Tanzschule. Hansons Bruder versucht, für ihn einen neuen Freund zu finden; er arrangiert ein Treffen mit einem Arzt, der George jedoch nicht zusagt. Ninas Freund McBride ist beunruhigt und fragt sowohl George als auch Nina, ob die Freundschaft der beiden wirklich platonisch sei.
Nina Borowski wird schwanger, will aber ihren Freund Vince McBride nicht heiraten. Bald verliebt sich Nina in George und schlägt ihm gemeinsames Aufziehen des Kindes vor. Das Interesse von Nina an George wird größer als er erzählt, dass er in der High School eine Freundin hatte, mit der er schlief. Hanson liebt allerdings einen Mann. Schließlich findet Nina einen anderen Lebenspartner, sie bleibt trotzdem mit Hanson befreundet und zieht mit ihm und dem neuen Partner ihre Tochter Molly auf.

## Kritiken
Im TV Spielfilm 18/1998 wurde der Film als eine harmlose Filmromanze bezeichnet. Im film-dienst 18/1998 wurde das Drehbuch als schwach kritisiert, die Leistung der Hauptdarsteller wurde gelobt. TV Movie 18/1998 bezeichnete den Film als mittelmäßig und lieblos, Cinema 8/1998 als sympathisch.

## Auszeichnungen
Nigel Hawthorne gewann den London Critics Circle Film Award. Der Film wurde für einen GLAAD Media Award nominiert.
Die Deutsche Film- und Medienbewertung FBW in Wiesbaden verlieh dem Film das Prädikat wertvoll.